# Cố vấn Ban chấp hành Trung ương Đảng Cộng sản Việt Nam
Cố vấn Ban Chấp hành Trung ương Đảng Cộng sản Việt Nam hay Cố vấn Ban Chấp hành Trung ương là chức danh thuộc Hội đồng Cố vấn Ban Chấp hành Trung ương Đảng Cộng sản Việt Nam do các nhà lãnh đạo hàng đầu trong hệ thống chính trị Việt Nam (thời kỳ sau Đổi mới, giai đoạn 1986–2001) cùng tham gia vào tập thể lãnh đạo phụ trách công tác cố vấn, tham mưu, chỉ đạo gián tiếp các chủ trương chính sách, nghị quyết quan trọng của Ban Chấp hành Trung ương.

## Điều kiện đảm nhiệm chức vụ
Người giữ chức vụ Cố vấn Ban Chấp hành Trung ương thường là các nguyên lãnh đạo cấp cao như:
- Nguyên Tổng Bí thư Ban Chấp hành Trung ương Đảng Cộng sản Việt Nam.
- Nguyên Chủ tịch nước Cộng hòa xã hội chủ nghĩa Việt Nam.
- Nguyên Thủ tướng Chính phủ nước Cộng hòa xã hội chủ nghĩa Việt Nam.

Cùng một số chức danh lãnh đạo chủ chốt đặc biệt quan trọng khác trong hệ thống chính trị Việt Nam thời kỳ ấy, và Bí thư Thường trực kiêm Trưởng ban Chính trị Đặc biệt Lê Đức Thọ là 1 ví dụ điển hình.

## Trọng trách và nhiệm vụ
Trên thực tế những lãnh đạo là Cố vấn Ban Chấp hành Trung ương không còn trực tiếp tham gia lãnh đạo chỉ đạo các công vụ của nhà nước, nhưng họ vẫn tiếp tục là Ủy viên Bộ Chính trị và có tiếng nói rất lớn trong tập thể lãnh đạo ở Việt Nam trong giai đoạn tồn tại Hội đồng cố vấn Ban Chấp hành Trung ương Đảng Cộng sản Việt Nam.
Nhiệm vụ của các Cố vấn Ban Chấp hành Trung ương là tham gia cố vấn, tham mưu các chủ trương chính sách của Đảng, xem xét, bổ sung cho ý các văn kiện, quyết định của ban chấp hành Trung ương, tham gia công tác tổ chức chuẩn bị cho Đại hội Đại biểu toàn quốc và công tác quy hoạch Ban Chấp hành Trung ương khoá mới và kiện toàn bộ máy lãnh đạo chủ chốt, Bộ Chính trị, Ban Bí thư Trung ương Đảng Cộng sản Việt Nam.

## Những cá nhân từng đảm nhiệm chức vụ
- Người có thời gian đảm nhiệm chức vụ Cố vấn Trung ương ngắn nhất là Nguyên Tổng Bí thư Ban Chấp hành Trung ương Trường Chinh (mất khi đang tại nhiệm): 18/12/1986 – 30/9/1988 (1 năm, 287 ngày).
- Người có thời gian đảm nhiệm chức vụ Cố vấn Trung ương dài nhất là Nguyên Thủ tướng Chính phủ Phạm Văn Đồng: 18/12/1986 – 29/12/1997 (11 năm 11 ngày).

Hội đồng cố vấn Trung ương tồn tại trong khóa VI, VII, VIII của Đảng Cộng sản Việt Nam.
| Ban Chấp hành Trung ương Đảng | Cố vấn          | Chức vụ                                        | Nhiệm kỳ               | Ghi Chú                |
| ----------------------------- | --------------- | ---------------------------------------------- | ---------------------- | ---------------------- |
| Khóa VI                       | Trường Chinh    | Nguyên Tổng Bí thư, Chủ tịch Hội đồng Nhà nước | 18/12/1986 – 27/6/1991 | Mất khi đang tại nhiệm |
| Khóa VI                       | Phạm Văn Đồng   | Nguyên Thủ tướng                               | 18/12/1986 – 27/6/1991 |                        |
| Khóa VI                       | Lê Đức Thọ      | Nguyên Trưởng ban Tổ chức Trung ương           | 18/12/1986 – 27/6/1991 | Mất khi đang tại nhiệm |
| Khóa VII                      | Nguyễn Văn Linh | Nguyên Tổng Bí thư                             | 27/6/1991 – 1/7/1996   |                        |
| Khóa VII                      | Phạm Văn Đồng   | Nguyên Thủ tướng                               | 27/6/1991 – 1/7/1996   |                        |
| Khóa VII                      | Võ Chí Công     | Nguyên Chủ tịch Hội đồng Nhà nước              | 27/6/1991 – 1/7/1996   |                        |
| Khóa VIII                     | Nguyễn Văn Linh | Nguyên Tổng Bí thư                             | 1/7/1996 – 29/12/1997  | Tất cả xin rút         |
| Khóa VIII                     | Phạm Văn Đồng   | Nguyên Thủ tướng                               | 1/7/1996 – 29/12/1997  | Tất cả xin rút         |
| Khóa VIII                     | Võ Chí Công     | Nguyên Chủ tịch Hội đồng Nhà nước              | 1/7/1996 – 29/12/1997  | Tất cả xin rút         |
| Khóa VIII (sau hội nghị TW 4) | Đỗ Mười         | Nguyên Tổng Bí thư                             | 29/12/1997 – 22/4/2001 | Bầu bổ sung            |
| Khóa VIII (sau hội nghị TW 4) | Lê Đức Anh      | Nguyên Chủ tịch nước                           | 29/12/1997 – 22/4/2001 | Bầu bổ sung            |
| Khóa VIII (sau hội nghị TW 4) | Võ Văn Kiệt     | Nguyên Thủ tướng                               | 29/12/1997 – 22/4/2001 | Bầu bổ sung            |